# Jacques Piccard
Jacques Piccard (Bruxelas, 28 de julho de 1922 — Cully, 1 de novembro de 2008) foi um oceanógrafo e engenheiro suíço, conhecido por ter desenvolvido submarinos subaquáticos para estudar as correntes oceânicas. Na depressão Challenger (Challenger Deep), ele e o tenente Don Walsh da Marinha dos Estados Unidos foram as primeiras pessoas a explorar a parte mais profunda conhecida do oceano mundial, e o local mais profundo conhecido na superfície da crosta terrestre, a Fossa das Marianas, localizada no Oceano Pacífico Norte ocidental.

## Vida familiar
Jacques Piccard nasceu em Bruxelas, Bélgica, filho de Auguste Piccard, ele próprio aventureiro e engenheiro. O pai de Jacques, Auguste, bateu duas vezes o recorde de atingir a maior altitude em um balão, durante 1931–1932. A família Piccard, portanto, tinha a distinção única de quebrar recordes mundiais tanto para o vôo mais alto quanto para o mergulho mais profundo.
- Jules Piccard (professor de química)
  - Auguste Piccard (físico, aeronauta, balonista, hidronauta)
    - Jacques Piccard (hidronauta)
      - Bertrand Piccard (aeronauta, balonista)

  - Jean Felix Piccard (químico orgânico, aeronauta e balonista)
  - Jeannette Piccard (esposa de Jean Felix) (aeronauta e balonista)
    - Don Piccard (balonista)

O pai de Jacques, que já havia batido recordes de altitude em seu balão, começou a usar a técnica de flutuabilidade usada em balões para desenvolver um veículo submersível, o batiscafo. Jacques começou sua carreira ensinando economia na Universidade de Genebra, enquanto continuava a ajudar seu pai a melhorar o batiscafo para demonstrar seu potencial para operar em águas profundas. Durante esse período, Piccard também concluiu um diploma no Instituto de Pós-Graduação de Estudos Internacionais em Genebra. Juntos, Piccard e seu pai construíram três batiscafos entre 1948 e 1955, que atingiram profundidades recordes de 4 600 pés e 10 000 pés. Com este sucesso, o jovem Piccard abandonou a economia para colaborar com seu pai na melhoria do batiscafo e demonstrar sua praticidade para exploração e pesquisa e então eles colaboraram.
O filho de Jacques, Bertrand Piccard, dá continuidade às tradições de sua família. Ele comandou o primeiro voo de balão sem escalas ao redor do mundo em março de 1999 e o primeiro voo de avião movido a energia solar ao redor do mundo em dezembro de 2009.

## Submarinos
Jacques Piccard construiu quatro submarinos: 
- Auguste Piccard, o primeiro submarino de passageiros do mundo, construído para a exposição nacional suíça de 1964
- Ben Franklin (PX-15);
- F.-A. Forel;
- PX-44.

## Missão Challenger Deep

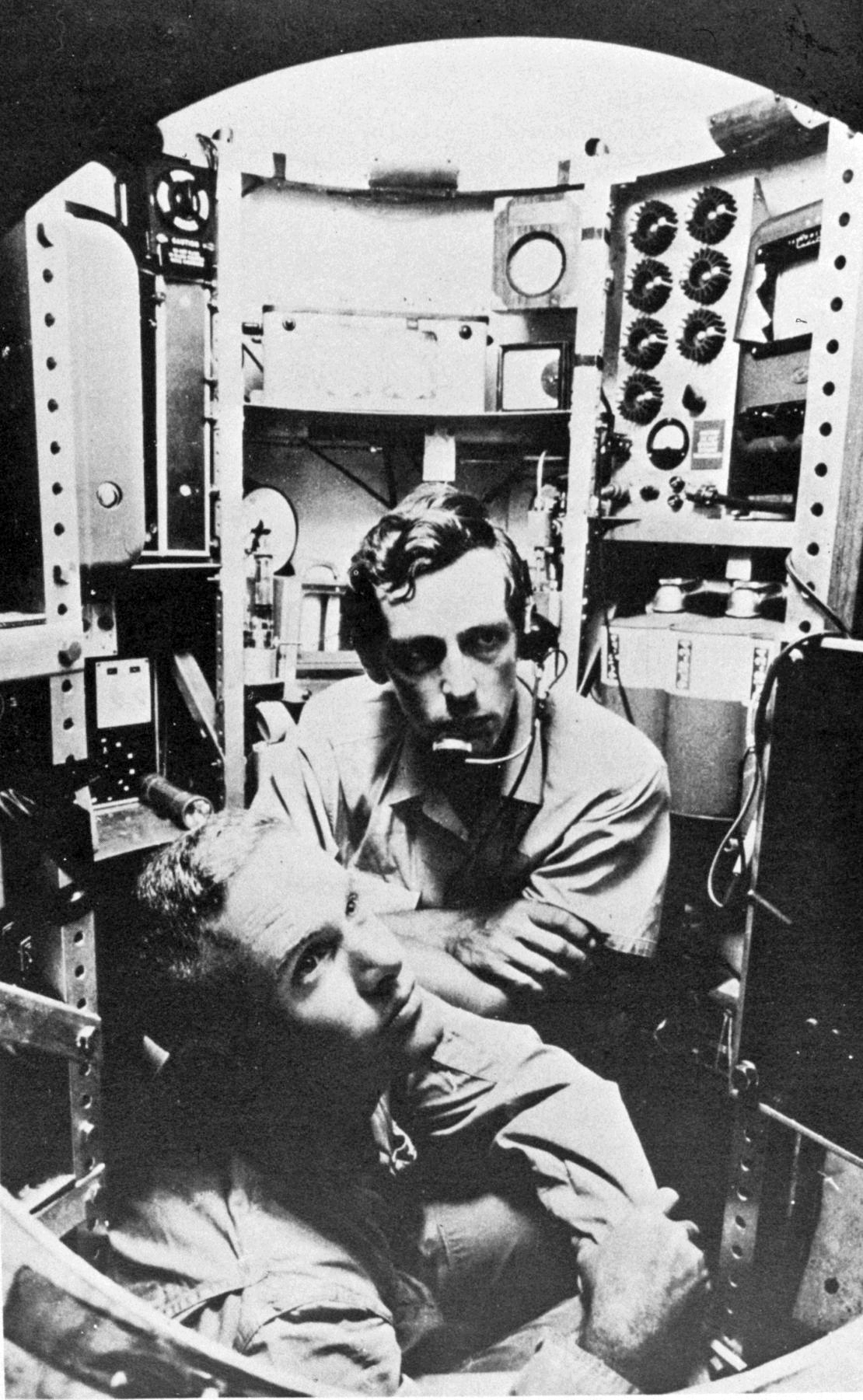
Don Walsh (esquerda) e Jacques Piccard (centro) no Batiscafo Trieste

Jacques buscou ajuda financeira da Marinha dos Estados Unidos, que na época explorava várias formas de projetar submarinos para pesquisas subaquáticas. Jacques foi recebido nos Estados Unidos para demonstrar seu batiscafo, agora chamado Trieste. Impressionada com seus projetos, a Marinha dos Estados Unidos comprou a embarcação e contratou Piccard como consultor. Reconhecendo o valor estratégico de um submersível viável para salvamento e resgate de submarinos, a Marinha começou a testar o Trieste para maiores profundidades.
Com seu Trieste capaz de atingir profundidades de 24 000 pés, Piccard e seus colegas planejaram um desafio ainda maior - uma viagem ao fundo do mar. Em 23 de janeiro de 1960, Piccard e o tenente Don Walsh chegaram ao chão da fossa das Marianas localizado no oeste do Oceano Pacífico Norte. A profundidade da descida foi medida em 10 916 metros (35 813 pés); mais tarde, as medições mais precisas durante 1995 mostraram que a Fossa das Marianas era um pouco menos profunda a 10 911 m (35 797 pés). A descida durou quase cinco horas. O batiscafo não carregava equipamento científico e nenhum experimento foi conduzido; o objetivo da missão era provar que a profundidade poderia ser alcançada. A descida progrediu sem incidentes até 30 000 pés, quando a tripulação ouviu um estalo alto. Eles continuaram o mergulho, no entanto, finalmente pousando em "lodo cor de rapé" a 35 800 pés.

Quando chegaram ao fundo do mar sem traços característicos, viram um peixe chato, bem como um novo tipo de camarão. Mais tarde, biólogos marinhos contestaram suas observações, alegando que nenhum peixe poderia sobreviver à pressão de 17 000 psi em tais profundidades. Ao descobrir rachaduras nas janelas de visualização, Piccard encurtou a viagem. Após uma permanência de apenas 20 minutos no fundo, eles começaram a despejar lastro para seu retorno à superfície, e a embarcação danificada retornou aos seus navios de escolta sem incidentes em três horas e 15 minutos.

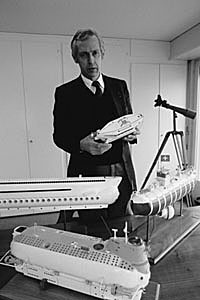
Jacques Piccard

O mergulho histórico recebeu atenção mundial, e Piccard escreveu um relato sobre ele, Seven Miles Down, com Robert Deitz, um geólogo renomado que ajudou a planejar a missão. Uma expedição de retorno planejada, no entanto, nunca ocorreu. O Trieste era caro de manter e operar. Era incapaz de coletar amostras e não podia tirar fotos e, portanto, tinha poucos dados científicos para mostrar para suas viagens. A embarcação original foi aposentada em 1961, embora uma versão reconstruída posteriormente tenha localizado os restos de dois submarinos nucleares perdidos da Marinha dos Estados Unidos, o Thresher e o Scorpion.

## MissãoBen Franklin
Em 14 de julho de 1969, apenas dois dias antes do lançamento da Apollo 11, o Ben Franklin, também conhecido como mesoscaphe Grumman / Piccard PX-15, foi rebocado para o centro de alta velocidade da Corrente do Golfo, na costa de Palm Beach, Flórida. Uma vez no local, o Ben Franklin com sua tripulação internacional de seis homens desceu a 1 000 pés de Riviera Beach, Flórida, e navegou 1 444 milhas ao norte com a corrente por mais de quatro semanas, chegando à superfície perto do Maine.
A tripulação consistia em Jacques Piccard como líder da missão; Erwin Aebersold, outro suíço, como piloto escolhido a dedo por Piccard e assistente principal de Piccard e engenheiro de projeto durante o projeto e a construção do Franklin. Grumman selecionou um submarinista da Marinha chamado Don Kazimir para ser o capitão. O Escritório Oceanográfico da Marinha dos EUA enviou Frank Busby para realizar um levantamento do fundo ao longo da pista de deriva sobre a Plataforma Continental e a Marinha Real enviou Ken Haigh, um especialista em acústica, que estudou acústica subaquática e realizou experimentos sônicos para cima e para baixo da coluna de água durante a missão. O sexto homem era Chet May, da NASA. Sua especialidade era "homem trabalhando no espaço". Wernher von Braunsoube da missão Franklin, visitou o submarino em Palm Beach e considerou a missão uma espécie de análogo a uma missão prolongada no espaço, como no futuro Skylab. Ele nomeou May como um observador da NASA para acompanhar a missão e estudar os efeitos do isolamento prolongado na tripulação humana.:139–140 Nomeado em homenagem ao patriota e inventor americano que foi um dos primeiros a mapear a Corrente do Golfo, o Ben Franklin de 50 pés foi construído entre 1966 e 1968 na Suíça para Piccard e a Grumman Aircraft Engineering Corporation. Foi restaurado e agora reside no Museu Marítimo de Vancouver, em Vancouver, Canadá.

## Outras atividades
Piccard foi o fundador da Fundação para o Estudo e Proteção dos Mares e Lagos, com sede em Cully, Suíça.